# Жюль Норьяк
Жуль Норьяк (фр. Jules Noriac; псевдонім Клода Антуана Жюля Кайрона; 24 квітня 1827, Лімож — 1 жовтня 1882, Париж) — французький драматург, лібретист, журналіст, прозаїк, режисер і театральний діяч.

## Біографія
Співпрацював із низкою французьких друкованих видань, журналіст багатьох газет. Починав 1850 року в Corsair, продовжив роботу 1851 в Gazette de France, оглядач подій у Національних зборах 1853, потім редагував тижневик Le Figaro. Одночасно друкувався в «Revue fantaisiste», «Gazette de Paris», «La Silhouette», «Revue des Beaux Arts», «L'Univers illustré» та інших.
Під псевдонімом Жуль Норьяк писав прозу, театральні п'єси, лібрето оперет, гумористичні статті.
З 1856 по 1869 був одним з директорів паризького Театру вар'єте (Théâtre des Variétés), в 1868—1879 роках керував музичним Театром Буф Парізьєн (Théâtre des Bouffes-Parisiens).

## Вибрані твори
Романи та оповідання
- 1870: Histoire du siège de Paris
  - Les Gens de Paris
  - Dictionnaire des amoureux
- 1859: Le 101 Regiment
- 1860: La Bêtise humaine
- 1861: Le Grain de sable
- 1862: La Boîte au lait
- 1863: Les Mémoires d'un baiser
- 1863: La Dame à la plume noire
- 1865: Le Journal d'un flâneur
- 1866: Le Capitaine Sauvage
  - Le Chevalier de Cerny
  - La Comtesse de Bruges
  - La Falaise d'Houlgate
  - Mademoiselle Poucet
  - Sur le rail
- 1873: Le Mouton enragé
- 1876: La Maison verte

Оперети та водевілі
- 1870: Les Baisers d'Alentour

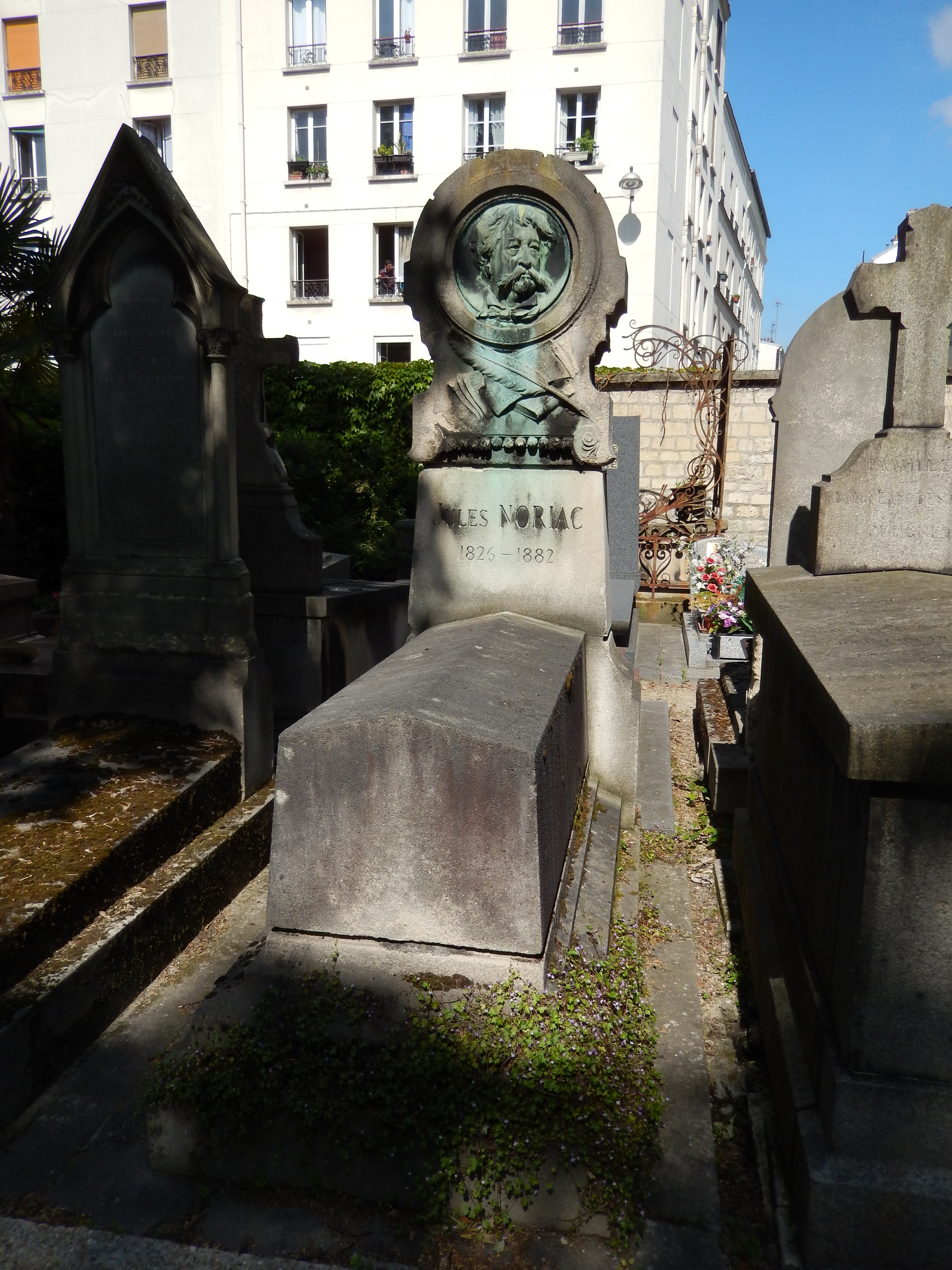
Могила Жюля Норьяка на цвинтарі Монмартр

- 1871: Le Barbier de Trouville, музика Шарля Лекока
- 1872: la Timbale d'argent, в співавт. з Е. Ґранже, музика Леона Вассера
- 1873: la Petite Reine
- 1875: la Branche cassée
- 1876: la Boîte au lait, музика Ж. Оффенбаха
- 1876: Pierrette et Jacquot, співавт. із Ф. Жілем, музика Ж. Оффенбаха
- 1877: La Sorrentine, співавт. із Ж. Мойно, музика Леона Вассера

## Пам'ять
- Ім'ям Жюля Норьяка 1892 року названо одну з вулиць його рідного міста.

## Нагороди
- Орден Карлоса III (Іспанія)

Помер від раку. Похований на цвинтарі Монмартр.